# Curt Thomalla

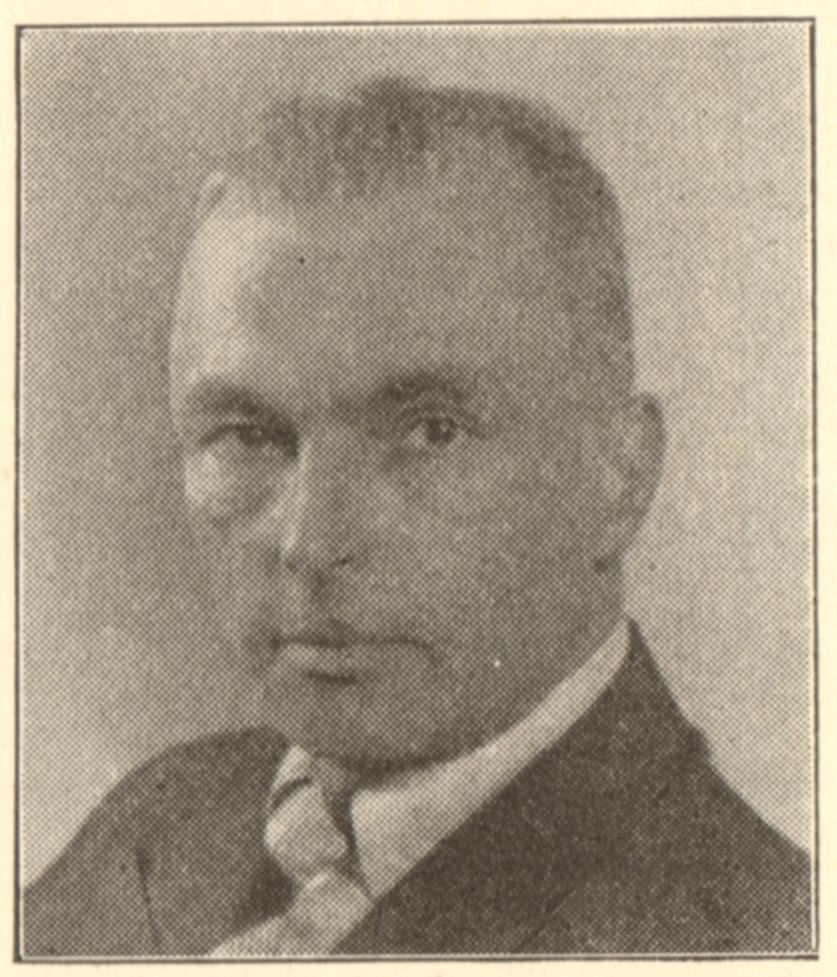
Curt Thomalla

Curt Robert Viktor Thomalla (* 12. Juli 1890 in Friedland in Oberschlesien; † 3. März 1939) war ein deutscher Drehbuchautor, Neurologe und Sozialmediziner.

## Leben
Thomalla war der Sohn eines Medizinalrates. Er besuchte das humanistische Bismarck-Gymnasium in Berlin und das Gymnasium in Waldenburg (Schlesien). Nach Ablegung der Reifeprüfung studierte er zunächst Jura, dann Medizin in Lausanne, Kiel, Würzburg, Erlangen und Breslau. Er war Mitglied der Corps Holsatia (1910) und Rhenania Würzburg (1911). 1912/13 diente er als Einjährig-Freiwilliger im 10. Bayerischen Feldartillerie-Regiment in Erlangen. 1914 rückte er ins Feld. Nach einer schweren Verwundung setzte er seine Studien fort und legte im Dezember 1915 in Breslau das Staatsexamen ab. Danach spezialisierte er sich in der städtischen Nervenklinik Breslau auf die Fächer Neurologie und Psychiatrie. Von 1918 bis 1925 war er Leiter des Medizinischen Filmarchivs der UFA. Er führte die wissenschaftliche und dramaturgische Bearbeitung zahlreicher Lehrfilme und populärwissenschaftlicher Vortragsfilme durch. Später übernahm er auch die Bearbeitung von Spielfilmen. Von 1924 bis 1926 war er als freier Schriftsteller und Arzt tätig. 1926 trat er in den Dienst des Reichsausschusses für hygienische Volksbelehrung. 1929 wurde er Leiter der Pressestelle des Verbandes der deutschen Berufsgenossenschaften.
Nach der Reichstagswahl März 1933 wurde Thomalla im April 1933 Referent im Reichsministerium für Volksaufklärung und Propaganda (Referat Volksgesundheit und Volkswohlfahrt). 1938 wurde er zum Oberregierungsrat ernannt. 1936 gab er das Buch Gesund sein – Gesund bleiben heraus, das die Ideologie der Rassenhygiene mit einer stark antisemitischen Tendenz verband. Im März 1939 nahm sich Thomalla mit seiner Sekretärin durch Vergasung das Leben; Grund soll ein Zerwürfnis mit der politischen Führung gewesen sein.

## Werke
- Erlebnisse und Beobachtungen im Felde. In: Münchener Medizinische Wochenschrift. Band 61, 1914, S. 2150.
- Radialislähmung und Sehnenplastik. Breslauer Genossenschafts-Buchdruckerei, Breslau 1916.
- Der wissenschaftliche Lehrfilm in der Geburtshilfe und Gynäkologie. Med Filmarchiv d Kulturabt d Ufa, Berlin 1920.
- Medizinische Kinematographie. In: Film und Wissen. (1), 1920, S. 6 f.
- Die Kinematographie der Stimmbänder-Bewegungen. In: Kinotechnische Rundschau des Film-Kurier. Beilage zum Film-Kurier vom 11. Juni 1921 (135), S. 1 f.
- Ein psychiatrisch-neurologisches Filmarchiv. In: Zeitschrift für die gesamte Neurologie und Psychiatrie. Band 45, Nr. 1/2, 1921. doi:10.1007/BF02871727
- Hygiene und soziale Medizin im Volksbelehrungsfilm. In: Zeitschrift für Medizinalbeamte und Krankenhausärzte. Band 21/23, 1922, S. 589–593, 606–610, 631–635.
- Curt Thomalla, Arthur Kronfeld: Filmdokumente zur Sexualwissenschaft. In: Archiv für Frauenheilkunde und Eugenik, Sexualbiologie und Vererbungslehre. Band 9, 1923, S. 146–148.
- Das Geheimnis des Gleichgewichts. Ein Zwiegespräch. In: Uhu. Band 2, Heft 12, 1926, S. 66–72.
- Kopf hoch! Das Büchlein vom gesunden Leben. Verlag d. Deutschen Schülerbibliothek, 1926.
- Ultra-Augenschutz. In: Film-Kurier. Band 228, 29. September 1926, S. 2.
- Gesundheits-Paß für … Berlin: Reichsausschuß für hygienische Volksbelehrung unter Mitarbeit der Reichsanstalt zur Bekämpfung der Säuglings- und Kindersterblichkeit, 1931.
- Der Zweibändermann: Roman. Quelle & Meyer, Leipzig 1932.
- The Sterilization Law in Germany. In: The Scientific American. 126, September 1934.

## Filmographie
- Die Geschlechtskrankheiten und ihre Folgen. 1919/20.
- Die Wirkung der Hungerblockade auf die Volksgesundheit. 1919–21.
- Die Pocken, ihre Gefahren und ihre Bekämpfung. 1920.
- Krüppelnot und Krüppelhilfe. 1920.
- Säuglingspflege. 1920.
- Die weiße Seuche. Entstehung, Gefahren und Bekämpfung der Tuberkulose. 1921.
- Wie bleibe ich gesund? 1. Teil. Hygiene des häuslichen Lebens. 1921/22.
- Wie bleibe ich gesund? 2. Teil. Hygiene der Feierstunden. 1921/22.
- Steinachs Forschungen, wissenschaftliche Fassung. 1922.
- Der Steinach-Film. Populäre Fassung. 1922.
- Ein Blick in die Tiefe der Seele. 1923.
- Falsche Scham – Vier Episoden aus dem Leben eines Arztes. 1926. Regie Rudolf Biebrach
- Das Erwachen des Weibes. 1926. Regie Fred Sauer
- Die Biene Maja und ihre Abenteuer. 1926. Regie Wolfram Junghans
- Geißel der Menschheit. 1926.
- Der Fluch der Vererbung. 1927. Regie Adolf Trotz